# Baltasar de Ornelas de Valdevesso
Baltasar de Ornelas de Valdevesso (Funchal, c. 1640 — Goiana, c. 1720) foi um nobre madeirense estabelecido no Brasil Colonial. Juiz ordinário e ouvidor de Goiana durante o início do século XVIII, gerou vasta descendência que o qualifica como um dos genearcas da família "Ornelas" no Brasil. 

## Genealogia
Nascido na Ilha da Madeira, filho de Jerônimo Teixeira Ribeiro e de Maria Travassos de Ornelas, sendo ela uma descendente de Álvaro de Ornelas e de Tristão Vaz. Após cometer um assassinato na Ilha da Madeira, Baltasar de Ornelas se refugiou na então Capitania de Pernambuco, onde casou e constituiu família. Faleceu em Goiana, também assassinado. Foram seus descendentes:
Do primeiro matrimônio, com Maria de Melo, filha de Jerônimo Cadena de Villasante, nobre português de origem patrícia veneziana que foi Governador da Paraíba, e de outra Maria de Melo, a qual era sobrinha de Felipe Bandeira de Melo:
- Luísa de Ornelas de Melo, casada com Antônio Carvalho de Vasconcelos, capitão de ordenanças e nobre natural da Ilha da Madeira, filho de Manuel Gomes de Vasconcelos e de Maria Teles de Menezes, com sucessão.

Do segundo matrimônio, com Maria de Castro Lobo, filha de Manuel Pinto da Fonseca e de Isabel Soares de Abreu:
- Jerônimo Teixeira Ribeiro, casado com Ana da Fonseca Cristiano, filha do alemão Cristiano Paulo e de Ana da Fonseca Catanho, com sucessão.
- Luís de Ornelas de Magalhães, Cavaleiro da Ordem de Cristo, casado com Leonor da Cunha.
- Baltasar de Ornelas de Valdevesso, capitão de ordenanças, casado com Ana de Sá de Albuquerque, filha do Coronel José de Sá de Albuquerque, Senhor do Engenho Megaó, e de Maria da Fonseca Cristiano, com sucessão.[3]